# گانادو (تگزاس)
گانادو، تگزاس (به انگلیسی: Ganado, Texas) یک شهر در ایالات متحده آمریکا با جمعیت ۱٬۹۱۵ نفر است که در تگزاس واقع شده‌است.

## موقعیت جغرافیایی
موقعیت جغرافیایی شهرها و مناطق اطراف به شرح زیر است: